# Capsicum chacoense

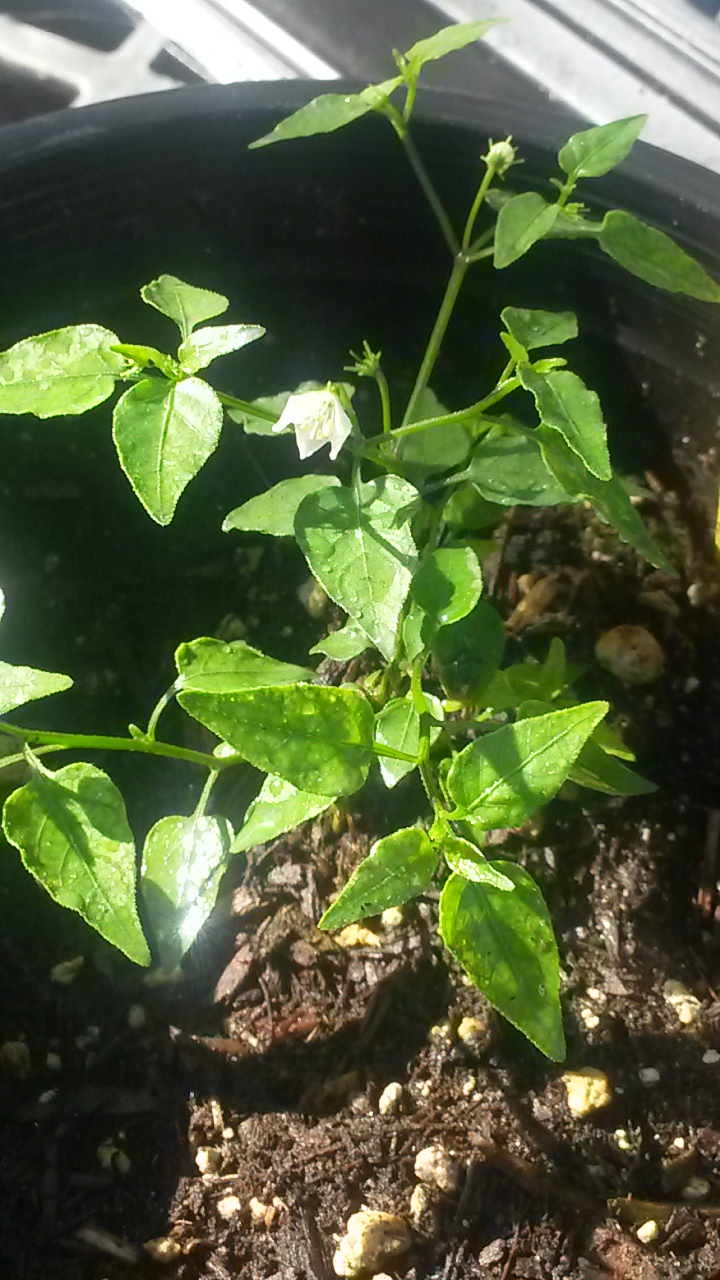

Capsicum chacoense ist eine Pflanzenart aus der Gattung Paprika (Capsicum) in der Familie der Nachtschattengewächse (Solanaceae). Die Art kommt im Süden Boliviens, in Paraguay und in Nord- und Mittelargentinien vor.

## Beschreibung
Capsicum chacoense ist ein 0,4 bis 0,8 m hoch werdender, von der Basis aus stark verzweigter Strauch. Laubblätter, junge Zweige, Blütenstiele und Teile der Außenseite des Kelchs sind spärlich mit vielzelligen, weißlichen, nur bei genauerem Hinsehen erkennbaren Trichomen behaart. Die abstehenden Zweige sind kantig und haben an der Basis einen Durchmesser von 0,7 cm, die oberen Zweige sind nur noch 0,15 cm stark. Die Laubblätter stehen einzeln, die Blattspreite ist eiförmig-zugespitzt, 2,5 bis 5 cm lang und 1 bis 2 cm breit. Die Basis ist leicht am Blattstiel herablaufend.
Die Blüten stehen einzeln an 5 bis 10 mm langen, gerillten und an der Spitze leicht gebogenen Blütenstielen. Der Kelch hat eine Länge von 1,2 bis 1,6 mm und hat zehn Adern, die in Kelchzähnen enden. Fünf der Kelchzähne sind größer und 0,5 bis 1,5 mm lang und reichen damit fast an das Ende der Kronröhre. Die restlichen fünf Kelchzähne stehen zwischen den größeren und sind kaum sichtbar oder bis 0,5 mm lang. Die weiße, nicht gezeichnete Krone ist 4 bis 5 mm lang. Die Kronlappen sind kapuzenförmig, werden 1,6 bis 2,4 mm lang und 1,7 bis 2,3 mm breit, sie sind langgestreckt oder in etwa so breit wie lang, die Spitze und der Rand ist fein behaart. Die Kronröhre ist genauso lang oder etwas länger als die Kronzipfel.
Die Staubfäden sind nahe der Basis miteinander verwachsen und bilden dort einen Ring. Auf dem Rand dieses Ringes steht auf beiden Seiten eines jeden Staubfadens je ein zahnartiger Anhang. Die Staubfäden sind etwa 0,3 mm lang. Die Staubbeutel sind gelblich, 1,2 bis 1,5 mm lang, nach 2/3 bis 3/4 der Länge erreichen sie den Rand der Kronröhre. Der Fruchtknoten ist grünlich, eingedrückt und 1,5 bis 2 mm lang, sowie 1,2 bis 1,6 mm breit. Der Griffel hat eine Länge von etwa 2,6 mm. Die oftmals über die Krone hinausstehende Narbe ist verdickt.
Die Früchte sind langgestreckte Beeren, die leicht konisch sind, jedoch immer eine stumpfe Spitze aufweisen. Sie erreichen eine Länge von 8 bis 14 mm und an der Basis eine Breite von 5 bis 7 mm. Meist sind die Früchte scharf, jedoch wird von einigen Sammlungen berichtet, dass die Früchte keine Schärfe aufweisen. Die Blütenstiele haben sich an der Frucht auf eine Länge von 14 bis 18 mm vergrößert. Die Früchte enthalten gelblich gefärbte Samen.
Die Chromosomenzahl beträgt 2n = 24.

## Vorkommen
Die Art kommt im Süden Boliviens, in Paraguay und in Nord- und Mittelargentinien vor.

## Systematik
Innerhalb der Gattung Capsicum gehört die Art zu der Gruppe mit einer Chromosomenzahl von 2n=24. Untersuchungen des Karyotyps platzieren die Art nahe zu Capsicum annuum, Capsicum frutescens, Capsicum chinense und Capsicum galapagoense. Diese Arten ähneln sich durch einfarbig weiße oder cremefarbene, sternförmige Blütenkronen und gelblich gefärbte Samen, sowie oftmals rot gefärbte Früchte. Molekulargenetische Untersuchungen der Chloroplast-DNA platzieren die Art jedoch nahe der Art Capsicum campylopodium aus der „2n=26“-Gruppe. Beides lässt auf eine recht basale Position der Art innerhalb der Gattung schließen.